# Чирчик
 Тази статия е за града в Узбекистан.  За реката вижте Чирчик (река).  
Чирчик (на узбекски: Chirchiq) е град в Ташкентска област, източен Узбекистан. Населението му е около 149 000 души (2014).
Разположен е на 582 m надморска височина в долината на река Чирчик, на 32 km североизточно от центъра на столицата Ташкент и на 11 km източно от границата с Казахстан. Градът е създаден през 1935 година във връзка със строителството на водноелектрическа каскада и химически завод.

## Известни личности
Родени в Чирчик
- Андон Чибишев (р. 1959), северномакедонски лекар и политик, по произход от Кономлади
- Сервер Джепаров (р. 1982), узбекистански футболист